# Barrio Cópola
Barrio Cópola és un barri autònom i un centre poblat de La Paz, departament de Canelones, al sud de l'Uruguai.
Es troba 1 km (0,62 milles) a l'oest de La Paz, sobre un llac conegut com a Canteras de La Paz.

## Població
Segons les dades del cens del 2004, Barrio Cópola tenia una població aproximada de 780 habitants.
| Any  | Població |
| ---- | -------- |
| 1963 | 466      |
| 1975 | 620      |
| 1985 | 651      |
| 1996 | 799      |
| 2004 | 780      |
| 2011 | 826      |

Font: Institut Nacional d'Estadística de l'Uruguai